# Sonnenbrennerbasalt
Sonnenbrennerbasalt (auch „Sonnenbrenner“) ist ein Verwitterungseffekt bei Schotter und Pflaster aus ultrabasischen Basalten und anderen Ergussgesteinen.

## Mechanismus
Der dem Effekt zugrunde liegende Mechanismus wird kontrovers diskutiert. Als gesichert kann gelten, dass sämtliche Sonnenbrennerbasalte durch die Anwesenheit des Zeolithminerals Analcim in der Gesteinsmatrix gekennzeichnet sind.
- Nach dem einfachsten Erklärungsansatz bewirkt der Analcim durch Kapillarrisse in seinen Kristallen eine erhöhte Porosität, die den Angriff der Verwitterung durch Zutritt von Wasser erleichtert.[3]
- Eine andere Erklärung geht davon aus, dass der Analcim, wenn er als letzte Primärausscheidung kristallisiert, aufgrund seines gegenüber dem zuvor kristallisierten Nephelin um 5,49 % größeren Volumens einen "latenten Kristallisationsdruck" auf das Gefüge ausübt, der bei Exposition des Gesteins den Atmosphärilien gegenüber noch zunimmt.[2]
- Schon früh wurde allerdings darauf hingewiesen, dass die bloße Anwesenheit von Analcim nicht genügt; vielmehr muss dieser in einer flecken- oder netzförmigen Verteilung innerhalb des Gesteins vorliegen. Um die Entstehung einer solchen Verteilung zu erklären, wurde folgendes Modell entworfen: Bei der fraktionierten Kristallisation eines basaltischen Magmas entsteht eine Restschmelze, die in Abhängigkeit vom Wasserdampf-Partialdruck beim Auskristallisieren entweder Analcim oder ein Gemisch von Albit und Nephelin liefern kann. Wird – etwa aufgrund isobarer Abkühlung – das Stabilitätsfeld von Analcim erreicht, so beginnt seine Kristallisation in einer räumlich statistischen Zufallsverteilung; dies soll die fleckenhafte Verteilung begründen. Wenn bei fortschreitender Abkühlung in der gesamten Grundmasse Analcim ausgeschieden wird, soll das Gestein keine Sonnenbrennereigenschaften mehr aufweisen. Nur in Bereichen, in denen ein bestimmtes Verhältnis von Fleckenabstand zu Fleckengröße (die sogenannte "Spannungszahl" von eins oder geringer) erreicht wird, weist das erkaltete Gestein die unerwünschte Instabilität auf. In diesem Modell ist der Analcim damit eine primäre Ausscheidung des basaltischen Magmas.[4]
- Ein weiterer Ansatz beginnt mit der Annahme, dass der Analcim keine primäre Bildung ist. Vielmehr soll ein nephelinitisches Magma, indem es in geringer Tiefe SiO2-reiches Nebengestein assimiliert, eine analcimitische Teilschmelze bilden. Diese vermischt sich nicht homogen mit dem Magma, sondern verteilt sich in Form kleinerer Tröpfchen, die im späteren Gestein als analcimreiche Globulite erkennbar sind. Da diese Teilschmelze zudem kühler ist als das Ausgangsmagma, bilden sich bei der endgültigen Abkühlung und Kristallisation thermisch verursachte Spannungen zwischen diesen unterschiedlich zusammengesetzten Bereichen aus, welche die Ausbildung von Mikrorissen befördern.[5]

## Physikalisch-technische Kriterien
Die betroffenen Steine bekommen zunächst Flecken und Ausblühungen und später Risse. Gleichzeitig sinken die Rohdichte des Gesteins, seine Wärmeleitfähigkeit und die Schallgeschwindigkeit im Gestein. Die entsprechenden Schotter haben eine geringere Festigkeit als erwartet und zerfallen unter mechanischer Belastung zu Grus oder Steinerde. Steine aus Sonnenbrennermaterialien sind für anspruchsvollere technische Zwecke, etwa als Schotter oder Pflastermaterial nicht geeignet. Für Edelsplitt, Splitt bzw. begrenzt als Betonzuschlag werden sie wegen der leichteren Aufbereitung gerne verwendet. Es wurde sogar davon berichtet, dass Beton, der mit geeigneten Korngrößen von Basaltbruch hergestellt wurde, welcher durch Sonnenbrennerzerfall entstanden war, eine höhere Festigkeit erreichen soll als solcher, bei dem der Basalt regulär gebrochen wurde. Hierbei ist die "kritische Korngröße" der beim Zerfall entstehenden Bruchstücke von Bedeutung.
Es wurden verschiedene Verfahren vorgeschlagen, um Rohsteine auf das Vorliegen der Sonnenbrennereigenschaft zu testen. Der Test gemäß der aktuellen DIN-Norm beruht darauf, dass die Flecken bereits sichtbar werden, wenn das Gestein längere Zeit in demineralisiertem Wasser erhitzt wird. Hinweise auf das Vorliegen eines Sonnenbrennerbasalts sind u. a. die Ausbildung von körnig-zelligen Bruchflächen im Handstück. Als im Gelände zu bewertender Risikofaktor wird das Auftreten in Basaltschloten angesehen.
Die Sonnenbrennereigenschaft entscheidet wesentlich über die Verwendbarkeit von Basaltvorkommen, wenn das Gestein zur Herstellung von Pflastersteinen oder anderen größeren Bausteinen (etwa im Wasserbau) verwendet werden soll. Da diese Anwendungen im Rückgang begriffen sind, nimmt auch die wirtschaftliche Bedeutung des Phänomens ab.  Es muss dennoch bei der Rohstofferschließung und Sicherung früh in Betracht gezogen werden.